# Corey Rouse
Corey Rouse (* 3. Februar 1984 in Kinston, North Carolina) ist ein ehemaliger US-amerikanischer Basketballspieler.

## Karriere
Der 2,03 m große und 97 kg schwere Power Forward spielte in den USA für die East Carolina Pirates in der National Collegiate Athletic Association (NCAA), bevor er 2006 für eine Saison zu Sellbytel Baskets Nürnberg wechselte. Ab der Saison 2007/08 stand er bei den Gießen 46ers unter Vertrag. Dort spielte er bis zum Ende der Saison 2008/09, konnte aber den sportlichen Abstieg des Vereins 2009 auch nicht verhindern. Er bestritt insgesamt 92 Bundesligaspiele.
Zur Saison 2009/10 wechselte Rouse nach Finnland zu Namika Lahti. Dort überzeugte er mit einem Punktedurchschnitt von 20,2 Punkten je Begegnung. Anschließend wechselte er in die zweite französische Liga ProB, wo er mit dem Verein Étoile aus dem nordostfranzösischen Charleville-Mézières im Département Ardennes nach nur sechs Siegen in 34 Spielen der Spielzeit 2010/11 als Tabellenletzter abstieg. Rouse wurde anschließend vom Ligakonkurrenten SOMB aus Boulogne-sur-Mer am Ärmelkanal verpflichtet, der sich in der Spielzeit 2011/12 immerhin für die Play-offs der Pro B qualifizierte. Für die Spielzeit 2012/13 wechselte Rouse zu einem weiteren Zweitligisten in den Süden Frankreichs nach Saint-Vallier zu Basket Drôme. Er spielte bis Ende April 2013 für den Verein.

## Auszeichnungen
- 2006: Berufung in das All-Conference-USA 2nd Team